# 1と0と加藤シゲアキ
『１と０と加藤シゲアキ』（いちとぜろとかとうしげあき）は、加藤シゲアキ責任編集による作家生活10周年を記念した単行本。

## 概要
加藤シゲアキ作家生活10周年を記念して本人責任編集のもと制作され、2022年9月30日にKADOKAWAから刊行。
本書の企画として、加藤が原作・脚本・監督・主演のすべてを担当したショートフィルム『渋谷と１と０と』を制作。YouTubeに公開された。また競作企画では加藤と接点のある恩田陸、中村文則ほか総勢8名による小説・詩・俳句の競作が実現した。加藤による初戯曲「染、色」、アイドルと作家を両立する加藤ならではのライブパフォーマンス解説なども収録された。
装丁は祖父江慎が手がけた。
2022年9月23日に刊行記念イベントを開催。
2022年10月7日、重版が決定。
ダ・ヴィンチ BOOK OF THE YEAR 2022 エッセイ・ノンフィクション・その他部門 第1位。TOWER BOOKS 2022 年間ランキング書籍部門 第1位。
タイトルの「１と０」は10周年の10ではなく、量子コンピュータのビットを示している。「これまでは白と黒、男性と女性とか二元論的な話だったが、これからの時代は変わってくる。様々なものにグラデーションがあるように、1でもあるし0でもあり、1と0が同時に存在するという考え方をするようになった」という加藤自身の思考の変化を込めたものである。また加藤は「アイドルと作家の2足のわらじ」と言われる機会が多いが、自身ではアイドルと作家は分立していないという認識であるという意味も込められている。

## 収録内容
※一部
- 競作「渋谷と○○」[13][14]
  - 又吉直樹　「渋谷とネガフィルム」
  - 最果タヒ　「渋谷と恋」
  - 深緑野分　「渋谷とデートプラン」
  - 珠川こおり　「渋谷と廃墟」
  - 羽田圭介　「渋谷と彼の地」
  - 中村文則　「渋谷とビジネスホテル」
  - 堀本裕樹　「渋谷と『ピンクとグレー』」
  - 恩田陸　「渋谷と御守」

- 対談　（白石和彌、前川知大、又吉直樹）
- インタビュー＆対談再録
- 戯曲「染、色」
- 小説「渋谷と一と〇と」
- 脚本「渋谷と１と０と」
- ショートフィルム『渋谷と１と０と』撮影現場レポート
- 10年の作家生活を振り返る2.5万字超ロングインタビュー
- 《１と０と》撮り下ろしグラビア
- 『ピンクとグレー』から最新の雑誌連載までを網羅する全著作ガイド
- 作家とアイドルの境界線を紐解く、ライブパフォーマンス解説
- 書店店頭から10年を見届けてきた書店員座談会

## ショートフィルム『渋谷と１と０と』
原作・脚本・監督・主演を加藤シゲアキが務めた。加藤は渋谷の街をさまよいながら次作の構想を練る小説家と、小さなリネンサプライ会社で働く男の2役を演じた。
作中に梶井基次郎の『檸檬』が引用されている。主人公が作中で念仏のように『檸檬』を唱える。また、得体の知れない憂鬱な心情や無力感を『檸檬』に重ね、レモンを丸善に置いて出てきた男のように、まだ見ぬ少し先のことを想像して無力感が薄れていくなど、作品で描かれる心の機微に『檸檬』のオマージュが見られる。
2022年9月23日より、YouTubeで配信。
なお、同タイトルの小説が原作と発表されているが、実際にはタイトルを同じくしているのみでショートフィルムと小説は別の展開となっている。制作上の制限が多い映像作品が先に制作され、より自由度の高い小説が後に執筆されたためである。
リネンサプライを題材にしたきっかけは、作家の責任としてコロナ禍に触れなければという意識を持ったときに、飲食店には補償制度が適用されたがリネンサプライには適用されず倒産を余儀なくされた企業が多かったという話を聞いたことであった。誰にも救われなかった存在に胸を痛め、そういった人々にフォーカスを当てて物語を書くことは小説や映画ができることであり、現代の作家の責任であると感じたという。

### キャスト
- 加藤シゲアキ
- 寺尾紗穂

### スタッフ
- 原作 - 加藤シゲアキ『渋谷と一と〇と』
- 脚本 - 加藤シゲアキ『渋谷と１と０と』
- 監督 - 加藤シゲアキ
- 監督補 - 中里洋一
- 撮影 - 山田弘樹
- 照明 - 長田青海
- 美術 - 西村美字
- 録音 - 大森円華
- 衣装 - 本田匠
- ヘアメイク - 増田加奈
- 撮影助手 - 岩出智也、岩下健太郎、岡本花梨
- ステディカムオペレーター - 日高絃貴
- 照明助手 - 吉永良芽生、成毛紗恵子、根本伸一、宝満千紘、勝山瑛仁、菊地宗憲
- 美術助手 - 手崎加奈
- 錄音助手 - 内藤和、 西垣聡美
- 衣裳応援 - 有田菜恵
- 制作応援 - 岸本拓之、石田千尋、熊田稜、佐藤祐、嶋田萌花、井本翔、鳥越一暢、植木さくら
- オフラインエディター - 瀬谷さくら
- オンラインエディター - 堤祐輔
- ラボコーディネート - 宮島沙緒理
- ラボマネジメント - 岡田浩二
- カラリスト - 亀井トシキ
- 音楽 - 林正樹
- 音楽プロデューサー - 福島節 (Ongakushitsu Inc.)
- 音楽アシスタントプロデューサー - 本多優香 (Ongakushitsu Inc.)
- レコーディングエンジニア - 甲斐俊野 (Ongakushitsu Inc.)
- 演奏 - 林正樹、須川崇志、藤本一馬、鈴木圭、石川広行
- データ管理 - 河野文香
- エキストラ協力 - アイリンク、YKエージェント、DOMO、ナインズプロモーション
- 撮影協力 - 合同会社ハーミットクラブ、BLUE GARDEN、ジャニーズ事務所、株式会社TREE Digital Studio、株式会社アペックス、株式会社グルーヴ、Cinema Sound Works株式会社、IMAGICA GROUP
- 企画 - KADOKAWA 堀内大示、上野秀晃、三村遼子、中村僚、細田明日美、高尾真知子
- 企画協力 - KADOKAWA 稲葉尚人、椿宜和、二木大介
- 引用 - 『檸檬』 梶井基次郎 (角川文庫)
- プロデューサー - 伊藤太一、橋本寛人
- アシスタントプロデューサー - 熊田寧々
- ラインプロデューサー - 武居航暉
- 制作プロダクション - AOI Pro.

## エピソード
- 中村文則、羽田圭介と加藤の接点は「タイプライターズ～物書きの世界～」（フジテレビ系）であり、同番組の撮影中に寄稿の依頼をしていたことが2022年8月20日放送回で明かされた。両名とも基本的に短編の寄稿依頼は断っており、加藤の頼みであればと快諾したという。中村文則のKADOKAWAでの執筆は今回が初である[16]。
- ショートフィルム『渋谷と１と０と』の撮影は2022年3月初旬の2日間で行われた。このとき加藤シゲアキは、自身の主演舞台『粛々と運針』と、所属するNEWSのライブツアー『NEWS LIVE TOUR 2020  STORY』の公演が控えており、舞台稽古やライブ制作と同時並行で『渋谷と１と０と』の脚本を執筆していた。制作プロダクションと都合の合う撮影日程を探った結果、『粛々と運針』の小屋入りに向けた立て込みを行うために稽古が中断する2日間で撮影をすることになった。
- 本のタイトル『１と０と加藤シゲアキ』より先に、ショートフィルム及びその原作のタイトル『渋谷と一と〇と』が決定していた。加藤の処女作『ピンクとグレー』、第2作『閃光スクランブル』および第3作『Burn. -バーン-』までの3作品は、加藤が育った東京の渋谷および芸能界を舞台とした内容となっており、「渋谷サーガ」とも称される[17]。ことあるごとに加藤は渋谷を自分の原点だとしており、作家生活10周年を記念した本書では原点回帰するという意味で渋谷を舞台にすることが先決していた[11]。